# 福岡県道718号吉井妹川線
福岡県道718号吉井妹川線（ふくおかけんどう718ごう よしいいもがわせん）は、福岡県うきは市を通る一般県道である。

## 概要
うきは市吉井町からうきは市浮羽町妹川に至る。吉井から妹川へは南へほぼ真っ直ぐの方向であるが、整備されていない峠を越えるため、主要地方道である福岡県道52号八女香春線に迂回することが勧められる。吉井町の中心部と福益地区を結ぶ路線として利用されている。
起点のうきは警察署入口交差点を出発し、JR九州久大本線 筑後吉井駅前を通過して久大本線と交差してからはまっすぐ南へ向かう。福益地区を通過すると道は牛鳴峠に向かっていく。この峠は神輿を背負った牛が涙を流して鳴いたと伝えられるほど険しい峠であるが、八女地域から福益地区や吉井地区への最短ルートである事から、この峠越えルートは昔から人々の生活通路として使われてきた歴史がある。峠を通過すると道は下り坂に変わり、妹川の集落で福岡県道52号八女香春線に合流する。

### 路線データ
- 起点：福岡県うきは市吉井町（うきは警察署入口交差点、国道210号交点、福岡県道586号長栖高橋線終点）
- 終点：福岡県うきは市浮羽町妹川（福岡県道52号八女香春線交点）

## 地理

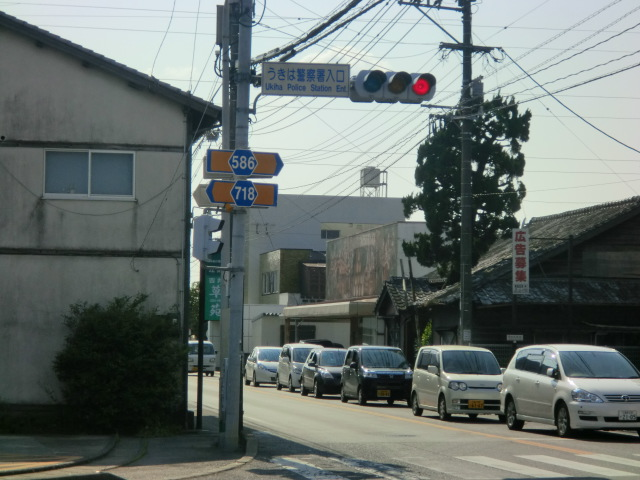
うきは警察署入口交差点（起点）

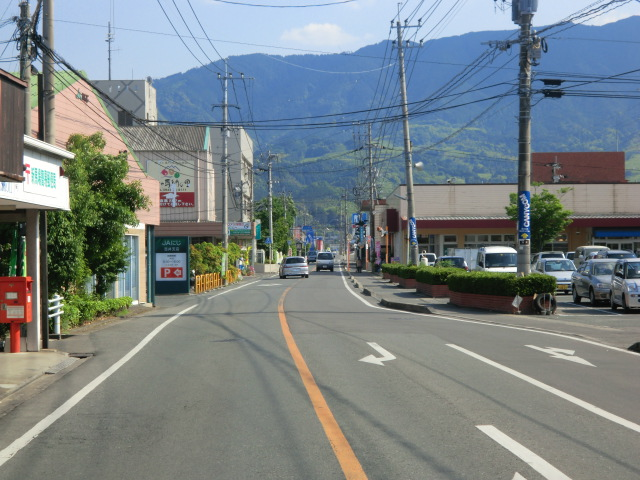
道の様子

### 通過する自治体
- うきは市

### 交差する道路
| 交差する道路                                         | 交差する場所 | 交差する場所                  |
| ---------------------------------------------------- | ------------ | ----------------------------- |
| 国道210号 福岡県道586号長栖高橋線                    | 吉井町       | うきは警察署入口交差点 / 起点 |
| 福岡県道151号浮羽草野久留米線                        | 吉井町福益   | 延寿寺交差点                  |
| 福岡県道52号八女香春線 福岡県道57号浮羽石川内線 重複 | 浮羽町妹川   | 終点                          |

### 交差する鉄道
- 久大本線

### 沿線
- 巨瀬川
- うきは警察署
- うきは簡易裁判所
- JR九州久大本線 筑後吉井駅

### 峠
- 牛鳴峠（うきは市）